# Social wrasse
O social wrasse, Cirrhilabrus rubriventralis, é uma espécie de Labridae da margem ocidental do Oceano Índico, do Mar Vermelho para a África do Sul, apesar de questionável reclamações foram feitas para a sua ocorrência fora para o oeste do Pacífico. Ele habita recifes de coral em profundidades de 3 a 43 m (9,8 a 140 pé). Esta espécie pode atingir 7,5 cm (3,0 pol) de comprimento.
Há outra espécie que se refere, conforme o social wrasse, Holichoeres socialis, encontrada apenas no Pelican Chaves em Belize. É criticamente ameaçadas de extinção.